# تل عشتره
تل عشتره یک محوطه باستانی و روستا در سوریه است که در الشیخ سعد واقع شده‌است.